# Gela (langue)
Pour les articles homonymes, voir Gela (homonymie).
Le gela (ou Florida Islands ou nggela) est une langue océanienne parlée aux Salomon par 11 900 locuteurs, dans les îles Florida et à Guadalcanal (par des émigrants) ainsi qu’à Savo. Il est proche du lengo parlé au nord de Guadalcanal. Il appartient à la branche des langues des Salomon du Sud-Est.